# غاري هاركينس
غاري هاركينس (بالإنجليزية: Gary Harkins)‏ (2 يناير 1985 بغرينوك في المملكة المتحدة - ) هو لاعب كرة قدم بريطاني في مركز الوسط. لعب مع أولدهام أثلتيك وبلاكبيرن روفرز وغريمسبي تاون ونادي بلاكبول ونادي بوري ونادي سانت ميرين ونادي كيلمارنوك وهدرسفيلد تاون ونادي دندي ونادي بارتيك ثيسل.

## وصلات خارجية
- غاري هاركينس على موقع قاعدة بيانات كرة القدم.إي يو (الإنجليزية)
- غاري هاركينس على موقع Soccerbase.com (لاعب) (الإنجليزية)
- غاري هاركينس على موقع Soccerway.com (الإنجليزية)